# Rytidocarpus
Rytidocarpus es un género de fanerógamas perteneciente a la familia Brassicaceae. Comprende dos especies.

## Taxonomía
El género fue descrito por Nicaise Augustin Desvaux y publicado en Ill. Fl. Atlanticae 1: 99. 1889.

## Especies
| - Rytidocarpus maroccanus - Rytidocarpus moricandioides |